# Leader adjoint du Parti travailliste (Royaume-Uni)
Le Leader adjoint du Parti travailliste est un haut responsable politique du parti travailliste britannique.

## Historique
Contrairement à d'autres dirigeants de partis politiques, le leader du parti travailliste n'a pas le pouvoir de nommer ou de révoquer son adjoint. Le poste est élu directement par les membres du parti, les partisans enregistrés et les partisans affiliés; avant 2015, il était élu selon l'ancien système de collège électoral du parti; et avant 1981, il était élu par les parlementaires travaillistes.

## Liste des leaders adjoints du Parti travailliste
|        |                                                        | Portrait            | Circonscription                      | Début du mandat   | Fin du mandat                     | Autre Poste(s) | Leader(s) | Leader(s) |
| ------ | ------------------------------------------------------ | ------------------- | ------------------------------------ | ----------------- | --------------------------------- | --- | --------- | --------- |
| 1      | John Robert Clynes (1869–1949)                         |                     | Manchester Platting siège perdu 1931 | 22 novembre 1922  | 25 octobre 1932                   | Secrétaire d'État à l'Intérieur |           | MacDonald |
| 1      | John Robert Clynes (1869–1949)                         | Henderson           | Manchester Platting siège perdu 1931 | 22 novembre 1922  | 25 octobre 1932                   | Secrétaire d'État à l'Intérieur |           |           |
| 2      | William Graham (1887–1932) (conjointement avec Clynes) |                     | Edinburgh Central siège perdu 1931   | 28 août 1931      | 8 janvier 1932 Décédé en fonction | Président du Board of Trade |           |           |
| 3      | Clement Attlee (1883–1967)                             |                     | Limehouse                            | 25 octobre 1932   | 8 octobre 1935 Élection leader    | Aucun |           | Lansbury  |
| Vacant | Vacant                                                 | Vacant              | Vacant                               | Vacant            | Vacant                            | Vacant |           | Attlee    |
| 4      | Arthur Greenwood (1880–1954)                           |                     | Wakefield                            | 26 novembre 1935  | 25 mai 1945                       | Ministre sans portefeuille |           | Attlee    |
| 5      | Herbert Morrison (1888–1965)                           |                     | Lewisham East puis Lewisham South    | 25 mai 1945       | 14 décembre 1955                  | Vice-Premier ministre Secrétaire d'État des Affaires étrangères Leader de la Chambre des communes |           | Attlee    |
| 5      | Herbert Morrison (1888–1965)                           | Lui-même (intérim)  | Lewisham East puis Lewisham South    | 25 mai 1945       | 14 décembre 1955                  | Vice-Premier ministre Secrétaire d'État des Affaires étrangères Leader de la Chambre des communes |           |           |
| Vacant | Vacant                                                 | Vacant              | Vacant                               | Vacant            | Vacant                            | Vacant |           | Gaitskell |
| 6      | Jim Griffiths (1890–1975)                              |                     | Llanelli                             | 2 février 1956    | 4 mai 1959                        | Aucun |           | Gaitskell |
| 7      | Aneurin Bevan (1897–1960)                              |                     | Ebbw Vale                            | 4 mai 1959        | 6 juillet 1960 Décédé en fonction | Aucun |           | Gaitskell |
| Vacant |                                                        |                     |                                      |                   |                                   | |           | Gaitskell |
| 8      | George Brown (1914–1985)                               |                     | Belper                               | 15 juillet 1960   | 18 juin 1970 Siège perdu 1970     | Premier secrétaire d'État Secrétaire d'État des Affaires étrangères Secrétaire d'État aux Affaires économiques |           | Gaitskell |
| 8      | George Brown (1914–1985)                               | Lui-même (intérim)  | Belper                               | 15 juillet 1960   | 18 juin 1970 Siège perdu 1970     | Premier secrétaire d'État Secrétaire d'État des Affaires étrangères Secrétaire d'État aux Affaires économiques |           |           |
| 8      | George Brown (1914–1985)                               | Wilson              | Belper                               | 15 juillet 1960   | 18 juin 1970 Siège perdu 1970     | Premier secrétaire d'État Secrétaire d'État des Affaires étrangères Secrétaire d'État aux Affaires économiques |           |           |
| Vacant |                                                        |                     |                                      |                   |                                   | |           |           |
| 9      | Roy Jenkins (1920–2003)                                |                     | Birmingham Stechford                 | 8 juillet 1970    | 10 avril 1972                     | Chancelier fantôme de l'Échiquier |           |           |
| Vacant |                                                        |                     |                                      |                   |                                   | |           |           |
| 10     | Edward Short (1912–2012)                               |                     | Newcastle upon Tyne Central          | 25 avril 1972     | 21 octobre 1976                   | Leader de la Chambre des communes |           |           |
| 10     | Edward Short (1912–2012)                               | Callaghan           | Newcastle upon Tyne Central          | 25 avril 1972     | 21 octobre 1976                   | Leader de la Chambre des communes |           |           |
| 11     | Michael Foot (1913–2010)                               |                     | Ebbw Vale                            | 21 octobre 1976   | 10 Novembre 1980 Élection leader  | Leader de la Chambre des communes |           |           |
| 12     | Denis Healey (1917–2015)                               |                     | Leeds East                           | 13 novembre 1980  | 2 octobre 1983                    | Secrétaire d'État fantôme des Affaires étrangères |           | Foot      |
| 13     | Roy Hattersley (né en 1932)                            |                     | Birmingham Sparkbrook                | 2 octobre 1983    | 18 juillet 1992                   | Chancelier fantôme de l'Échiquier Secrétaire d'État fantôme à l'Intérieur |           | Kinnock   |
| 14     | Margaret Beckett (née en 1943)                         |                     | Derby South                          | 18 juillet 1992   | 21 juillet 1994                   | Leader fantôme de la Chambre des communes |           | Smith     |
| 14     | Margaret Beckett (née en 1943)                         | Elle-même (intérim) | Derby South                          | 18 juillet 1992   | 21 juillet 1994                   | Leader fantôme de la Chambre des communes |           |           |
| 15     | John Prescott (né en 1938)                             |                     | Kingston upon Hull East              | 21 juillet 1994   | 24 juin 2007                      | Vice-Premier ministre du Royaume-Uni Premier secrétaire d'État Secrétaire d'État à l'Environnement, des Transports et des Régions |           | Blair     |
| 16     | Harriet Harman (née en 1950)                           |                     | Camberwell and Peckham               | 24 juin 2007      | 12 septembre 2015                 | Leader de la Chambre des communes Lord du sceau privé Ministre des Femmes et des Égalités Président du Parti travailliste Secrétaire d'État fantôme au Développement international Vice-Premier Ministre fantôme Secrétaire d'État fantôme à la Culture, aux Médias et aux Sports Leader de l'opposition |           | Brown     |
| 16     | Harriet Harman (née en 1950)                           | Elle-même (intérim) | Camberwell and Peckham               | 24 juin 2007      | 12 septembre 2015                 | Leader de la Chambre des communes Lord du sceau privé Ministre des Femmes et des Égalités Président du Parti travailliste Secrétaire d'État fantôme au Développement international Vice-Premier Ministre fantôme Secrétaire d'État fantôme à la Culture, aux Médias et aux Sports Leader de l'opposition |           |           |
| 16     | Harriet Harman (née en 1950)                           | Miliband            | Camberwell and Peckham               | 24 juin 2007      | 12 septembre 2015                 | Leader de la Chambre des communes Lord du sceau privé Ministre des Femmes et des Égalités Président du Parti travailliste Secrétaire d'État fantôme au Développement international Vice-Premier Ministre fantôme Secrétaire d'État fantôme à la Culture, aux Médias et aux Sports Leader de l'opposition |           |           |
| 16     | Harriet Harman (née en 1950)                           | Elle-même (intérim) | Camberwell and Peckham               | 24 juin 2007      | 12 septembre 2015                 | Leader de la Chambre des communes Lord du sceau privé Ministre des Femmes et des Égalités Président du Parti travailliste Secrétaire d'État fantôme au Développement international Vice-Premier Ministre fantôme Secrétaire d'État fantôme à la Culture, aux Médias et aux Sports Leader de l'opposition |           |           |
| 17     | Tom Watson (né en 1967)                                |                     | West Bromwich East                   | 12 septembre 2015 | 12 décembre 2019                  | Ministre fantôme du Cabinet Office Président du Parti travailliste Secrétaire d'État au Numérique, à la Culture, aux Médias et aux Sports du cabinet fantôme |           | Corbyn    |
| Vacant |                                                        |                     |                                      |                   |                                   | |           | Corbyn    |
| 18     | Angela Rayner (née en 1980)                            |                     | Ashton-under-Lyne                    | 4 avril 2020      | en cours                          | Président du Parti travailliste |           | Starmer   |

## Anciens leaders adjoints vivants
Il y a cinq leaders adjoints vivants. Le plus récemment décédé est Denis Healey (1980-1983) le 3 octobre 2015.
| Leader           | Mandat    | Date de naissance |
| ---------------- | --------- | ----------------- |
| Roy Hattersley   | 1983–1992 | 28 décembre 1932  |
| Margaret Beckett | 1992–1994 | 15 janvier 1943   |
| John Prescott    | 1994–2007 | 31 mai 1938       |
| Harriet Harman   | 2007–2015 | 30 juillet 1950   |
| Tom Watson       | 2015–2019 | 8 janvier 1967    |